# Aeroporto di Tarbes-Lourdes-Pirenei
L'Aeroporto di Tarbes-Lourdes-Pirenei (IATA: LDE, ICAO: LFBT) è un aeroporto francese situato vicino alla città di Tarbes, nel dipartimento degli Alti Pirenei, ed è particolarmente utilizzato per voli "charter" legati ai pellegrinaggi nella vicina località di Lourdes: l'aeroporto si trova infatti a metà strada tra le due città.
In questo aeroporto si trova anche la Tarmac Aerospace.